# Novák (Horvátország)
Novák (horvátul: Novaki) falu Horvátországban Verőce-Drávamente megyében. Közigazgatásilag Szópiához tartozik.

## Fekvése
Verőce központjától légvonalban 19, közúton 21 km-re keletre, községközpontjától 8 km-re nyugatra, Nyugat-Szlavóniában, a Dráva jobb partján, a Drávamenti-síkságon, Orešac és Vaska között fekszik.

## Története
A falu déli határában már az ókorban római út vezetett át, melynek nyomai mintegy húsz méter széles sárgás talajelszíneződés formájában Suhopoljétól Naudovac, Orešac, Novák és Vaska területén át egészen Josipovóig ma is jól láthatók. 
Novák a község egyik legősibb települése, melyet 1193-ban említenek először. Plébániája a 11. és 13. század között élte virágkorát. Ebben az időszakban a nováki uradalomhoz nagyobb terület tartozott, mint az egykori Szalatnok község teljes területe. A terület Monoszlótól a Dráváig és Darnóctól és Atyinától a Papuk-hegységig húzódott. A 12. században III. István magyar király ezt a területet a templomos lovagoknak adta. A történeti forrásokból ismert, hogy 1255-ben a templomosoknak kolostora állt itt, melynek temploma Szűz Mária tiszteletére volt szentelve. A rendház a templomos preceptorátus székhelye volt, mely szervezet, mint a perjelség elődje magában foglalta a hozzá tartozó birtokokat, gazdasági létesítményeket is. A gazdasági tevékenység jelentős jövedelmeket hozott a rendnek. Fő terményeik a gabona, a bor és az olaj mellett szarvasmarhákat és juhokat tenyésztettek. 1312-ben a feloszlatott templomosok birtokait a johanniták kapták meg, akik a szomszédos Vaska déli határában építették fel új kolostorukat. Novák uradalmát, mely addig önálló közigazgatási egységet alkotott csak a 14. században csatolták Kőrös megyéhez, de az itteni johanniták egészen a török hódításig megőrizték önállóságukat.
A nováki plébániát 1334-ben említik a zágrábi egyházmegye plébániái között „Item ecclesia sancti Petri de Noak” alakban. Ezt a plébániát megemlítik még 1439-ben és 1513-ban is. 1501-ben Tamás nevű plébánosát említik „Thomas plebanus de Nowak” néven. A középkori települést templomával és kolostorával együtt a török pusztította el a 16. század közepén. Novaki azonban ezután sem maradt lakatlan. A 17. században a törökök Boszniából 24 pravoszláv vlach családot telepítettek le ide, hogy a környező földeket megműveljék és nekik adózzanak. Novák a török közigazgatásban a Pozsegai szandzsák része lett, az igazságszolgáltatás pedig a verőcei kádi kezében volt.
Verőce vára 1684. július 13-án felszabadult a török uralom alól és ezzel az egész térség a Habsburg Birodalom része lett. A nováki pravoszláv családok egy része ezután is itt maradt és újabb falvakat is alapított. Később a pravoszlávok mellé Boszniából katolikus családok is települtek. 1736-ban Novákon a 12 vlach család mellett már 3 katolikus bosnyák család is élt. A falu a verőcei uradalomhoz tartozott. A 19. században az itt élőkhöz Horvátország nyugati részeiről, valamint Baranyából, a Bácskából és a Szerémségből  újabbak települtek. Az első katonai felmérés térképén „Dorf Novaki” néven találjuk. Lipszky János 1808-ban Budán kiadott repertóriumában „Novaki” néven szerepel. Nagy Lajos 1829-ben kiadott művében „Novaki” néven 74 házzal, 148 katolikus és 282 ortodox vallású lakossal szerepel.
Verőce vármegye Szalatnoki járásának része volt. 1857-ben 453, 1910-ben 919 lakosa volt. 1910-ben a népszámlálás adatai szerint lakosságának 50%-a horvát, 26%-a német, 15%-a magyar, 8%-a szerb anyanyelvű volt. Az I. világháború után 1918-ban az új szerb-horvát-szlovén állam, majd később (1929-ben) Jugoszlávia része lett. A II. világháború végén a partizánok elűzték a német és magyar lakosságot, helyükre főként Varasd környékéről települtek be horvát családok. A helyi önkéntes tűzoltóegyletet 1955-ben alapították. 1991-ben 480 főnyi lakosságának 82%-a horvát, 14%-a szerb nemzetiségű volt. 2011-ben a településnek 349 lakosa volt.

## Lakossága
| Lakosság változása | Lakosság változása | Lakosság változása | Lakosság változása | Lakosság változása | Lakosság változása | Lakosság változása | Lakosság változása | Lakosság változása | Lakosság változása | Lakosság változása | Lakosság változása | Lakosság változása | Lakosság változása | Lakosság változása | Lakosság változása |
| ------------------ | ------------------ | ------------------ | ------------------ | ------------------ | ------------------ | ------------------ | ------------------ | ------------------ | ------------------ | ------------------ | ------------------ | ------------------ | ------------------ | ------------------ | ------------------ |
| 1857               | 1869               | 1880               | 1890               | 1900               | 1910               | 1921               | 1931               | 1948               | 1953               | 1961               | 1971               | 1981               | 1991               | 2001               | 2011               |
| 453                | 548                | 600                | 732                | 955                | 919                | 965                | 946                | 847                | 852                | 825                | 701                | 546                | 480                | 406                | 349                |

## Nevezetességei
A novaki Szűz Mária neve kápolna 2004-ben épült a falu északi részén levő útkereszteződésben. Tőle délre a falu közepén még áll a régi harangláb is, mely egykor kápolnaként is szolgált.

## Oktatás
A település első iskolája 1864. október 1-jén nyílt meg az akkori kegyúr Schaumburg Lippe gróf költségén. Első tanítója a szópiai Tito Horvat volt. Az épület 1935-re olyan rossz állapotba került, hogy új iskola építését kezdték meg. Itt az 1943/44-es tanévben indult meg az oktatás. Ma a településen csak alsó tagozatos területi iskola működik, mely a szalatnoki „Eugen Kumičić” elemi iskolához tartozik.